# Качуровский, Авксентий Дмитриевич
Авксентий Дмитриевич Качуровский (1895—1985) — советский работник сельского хозяйства, звеньевой колхоза имени Артёма Каменского района Молдавской ССР.

## Биография
Родился 14 апреля 1896 года в селе Грушка Российской империи.
Участник Великой Отечественной войны. 
После войны работал виноградарем в колхозе им. М. В. Фрунзе, затем — в колхозе имени Артёма. В 1948 году звено Авксентия Качуровского вырастило и собрало по 127,1 центнеров винограда с гектара на площади 38 гектаров. Он был первым после войны виноградарем в Молдавии, вырастившим такой высокий и доброкачественный урожай.
Занимался общественной деятельностью — избирался депутатом III и IV созывов Верховного Совета Молдавской ССР, а также местных Советов депутатов трудящихся.
Умер 27 января 1985 года в родном селе.

## Награды
- Указом Президиума Верховного Совета СССР от 9 июля 1949 года А. Д. Качуровскому было присвоено звание Героя Социалистического Труда с вручением ордена Ленина и Золотой медали «Серп и Молот».
- Также был награждён другими орденами и медалями СССР.